# Pentik
Pentik — финская семейная компания (бренд) по производству керамики и предметов для домашнего интерьера.
Основана в 1971 году дизайнером Ану Пентик и её супругом Топи Пентикяйненом в городе Посио в провинции Лапландия. В 1972 году была построена мастерская по производству керамических изделий, а также открыт магазин и кафе (позднее дом-ателье получил название «Холм Пентик»).
В 1974 году была основана самая северная фабрика по производству керамических изделий. В 1976 году первый магазин PENTIK открылся в центре Хельсинки, на Эспланаде.
В 1980—е году предприятие быстро развивалось и росло в различных направлениях, но кризис 1990-х заставил фирму сосредоточится на своей основной деятельности — производстве керамики.
На фабрике и деме-ателье трудятся до 350 человек, открыто более 80 магазинов в Финляндии, Швеции, Норвегии Чехии, Нидерландах и России, часть из которых работают по принципу франчайзинга. Денежный оборот фирмы в 2010 году составил 38,8 миллионов евро.